# 잠재범죄
잠재범죄(潛在犯罪)는 표면에 나타나지 않는 범죄·비행으로 범죄의 내재수(內在數)라고도 부른다.
잠재범죄는 죄의 종류에 있어서도 현저하게 다르다. 다시 말하면 살인·강도·방화 등의 흉악범죄는 감춰지지 않으므로 내재수가 없지만 교통법 위반, 뇌물이나 마약범죄, 절도, 공갈범, 성범죄 등에는 상당수의 내재수가 있다.
이러한 잠재범죄나 잠재비행이 어느 정도 실재하는가에 대해서는 정확히 파악되지 않고 있으며, 피해자로부터 무기명으로 신고를 받아 그 경향을 어느 정도 파악하는 연구가 행해지고 있다.
대도시에는 풍속범죄나 공갈에 의한 피해율이 높아 평일, 특히 통학·통근시에 미지의 가해자로부터 피해를 입는 경우가 많다는 것이 특색으로 되어 있다. 이에 비해 농촌범죄의 경우는 가해자와 피해자가 서로 아는 경우가 많아 도시범죄와 다른 특성을 나타내고 있다.

## 같이 보기
- 범죄